# Burgfestspiele de Mayen
 (juillet 2025).
 (indiquez la date de pose grâce au paramètre date).

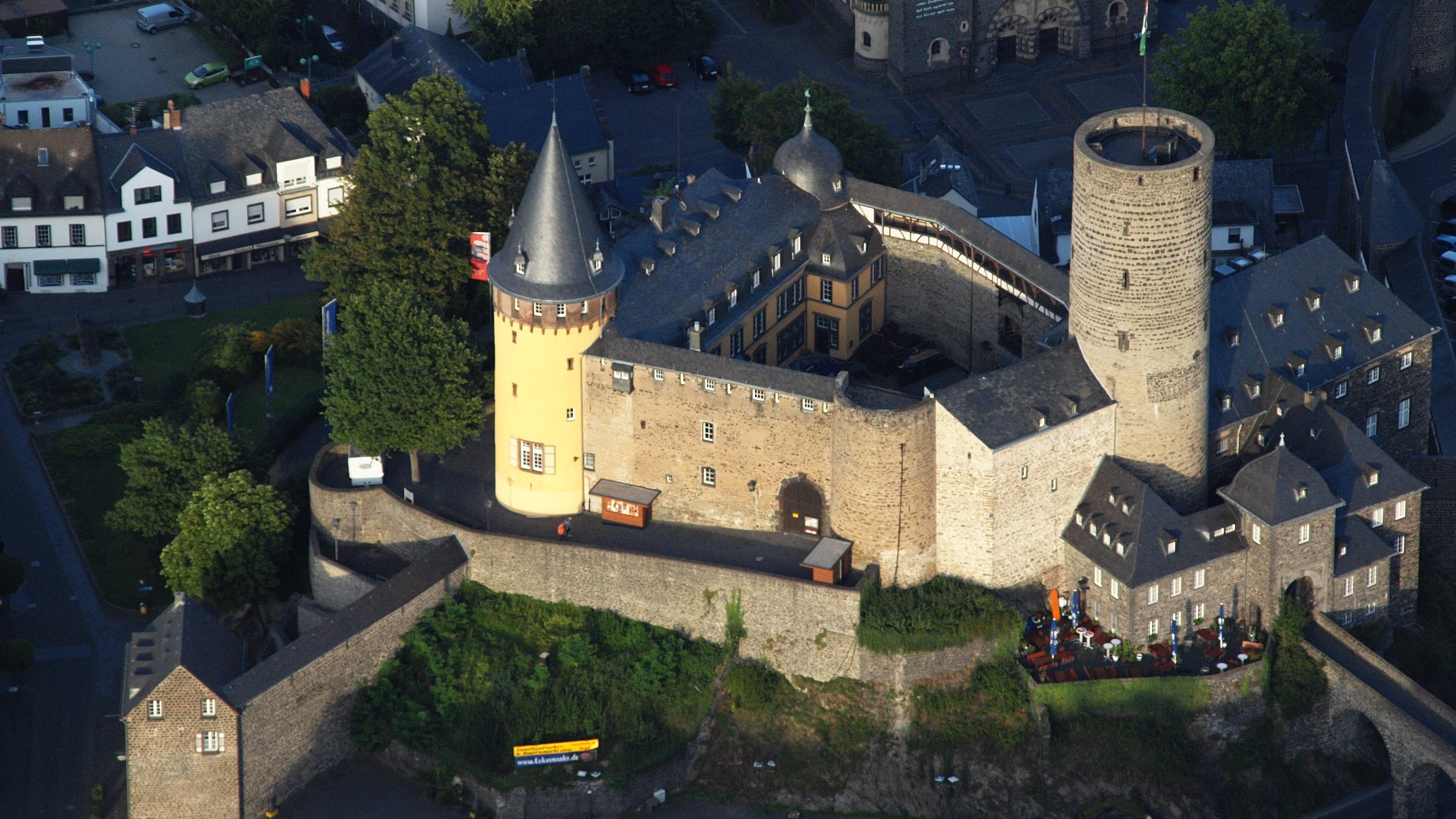
Genovevaburg avec cour intérieure (2015)

Les Burgfestspiele de Mayen sont une manifestation de la ville de Mayen, dans l'arrondissement de Mayen-Coblence, et font partie intégrante de la vie culturelle en Rhénanie-Palatinat. Depuis 1987, les Burgfestspiele de Mayen fonctionnent sous leur propre intendance et avec une troupe propre, qui change chaque année. Les plus de 120 événements organisés dans deux lieux historiques attirent environ 30 000 spectateurs entre fin mai et fin août. L’intendant est Alexander May depuis la saison 2022. Les Burgfestspiele de Mayen sont membres du réseau Zehn deutsche Festspielorte. Le parrain des Burgfestspiele est l'acteur Mario Adorf, citoyen d'honneur de la ville de Mayen.

## Lieux de représentation
Intégrée aux fortifications médiévales de la ville, la Genovevaburg s’élève au-dessus de la place du marché, sur le flanc sud-ouest de Mayen. Dans la cour intérieure du château, le programme des Burgfestspiele de Mayen propose chaque année un spectacle familial, une pièce de théâtre et une production musicale. La tribune offre 492 places assises.
La Petite Scène du festival se trouve dans l’Ancienne Maison d’Arrêt. On y présente de petites productions théâtrales. L’espace de type bistrot dans la cour intérieure permet d’accueillir 100 spectateurs.

## Histoire
En 1980, à l’occasion du 700e anniversaire de la Genovevaburg, le château devint pendant une semaine une scène de spectacle. La représentation de la légende de Geneviève, au pied du château, enthousiasma la population de Mayen ainsi que les visiteurs, au point que l’on décida de faire des Burgfestspiele un événement régulier.
En 1982, la cour intérieure du château servit pour la première fois de décor aux pièces Jedermann et La Belle au bois dormant. Dans les années suivantes, le programme fut marqué par des spectacles invités du Théâtre national de Rhénanie-Palatinat (Landesbühne Rheinland-Pfalz) et d’autres villes accueillant des festivals.
Face à une fréquentation en constante augmentation et à la popularité croissante de l’événement, les Burgfestspiele de Mayen furent placés sous leur propre direction artistique en 1987. Parmi les anciens intendants figure Hans-Joachim Heyse, qui s’est également produit en tant qu’acteur sur scène.
Lors de la saison 2017, les Burgfestspiele ont enregistré un nouveau record de fréquentation avec plus de 36 000 spectateurs. En amont du hit-parade SWR1 (Rhénanie-Palatinat), organisé à Mayen en 2018, les Burgfestspiele ont servi de cadre à un flashmob, sur la chanson The Sound of Silence dans la version du groupe Disturbed.

### Intendants
- 1988 : Rudolf Heinrich Krieg
- 1988-2004 : Hans-Joachim Heyse
- 2004–2007 : Pavel Fieber
- 2007–2016 : Peter Nüesch
- 2016–2021 : Daniel Ris
- Depuis 2021 : Alexander May

### Acteur
Au cours des trois dernières décennies, de nombreux comédiens se sont produits aux Burgfestspiele de Mayen, parmi lesquels : Fritz Barth, Matthias Brenner, Katharina Burowa, Thomas Fehlen, Franz Friedrich, Frank Gersthofer, Hans-Joachim Heyse, Frank Jacobsen, Andreas Klaue, Heinz Dieter Köhler, Gerrit Krause, Anne Müller, Jürgen Nimptsch, Annette Potempa, René Schnoz, Ann-Cathrin Sudhoff, Udo Thomer et Eva Wiedemann.

## Littérature
- Blick zurück auf erfolgreiche Festspiele. 25 Jahre Burgfestspiele Mayen 1988-2012. SW Verlag,  (ISBN 978-3-00-038531-5)

## Liens Web
- Site Web du Festival du Château de Mayen